# Franck Cinot
 (janvier 2024).
La mise en forme du texte ne suit pas les recommandations de Wikipédia : il faut le « wikifier ».
Les points d'amélioration suivants sont les cas les plus fréquents :
- Les titres sont pré-formatés par le logiciel. Ils ne sont ni en capitales, ni en gras.
- Le texte ne doit pas être écrit en capitales (les noms de famille non plus), ni en gras, ni en italique, ni en « petit »…
- Le gras n'est utilisé que pour surligner le titre de l'article dans l'introduction, une seule fois.
- L'italique est rarement utilisé : mots en langue étrangère, titres d'œuvres, noms de bateaux, etc.
- Les citations ne sont pas en italique mais en corps de texte normal. Elles sont entourées par des guillemets français : « et ».
- Les listes à puces sont à éviter, des paragraphes rédigés étant largement préférés. Les tableaux sont à réserver à la présentation de données structurées (résultats, etc.).
- Les appels de note de bas de page (petits chiffres en exposant, introduits par l'outil «  Source ») sont à placer entre la fin de phrase et le point final[comme ça].
- Les liens internes (vers d'autres articles de Wikipédia) sont à choisir avec parcimonie. Créez des liens vers des articles approfondissant le sujet. Les termes génériques sans rapport avec le sujet sont à éviter, ainsi que les répétitions de liens vers un même terme.
- Les liens externes sont à placer uniquement dans une section « Liens externes », à la fin de l'article. Ces liens sont à choisir avec parcimonie suivant les règles définies. Si un lien sert de source à l'article, son insertion dans le texte est à faire par les notes de bas de page.
- La présentation des références doit suivre les conventions bibliographiques. Il est recommandé d'utiliser les modèles {{Ouvrage}}, {{Chapitre}}, {{Article}}, {{Lien web}} et/ou {{Bibliographie}}. Le mode d'édition visuel peut mettre en forme automatiquement les références.
- Insérer une infobox (cadre d'informations à droite) n'est pas obligatoire pour parachever la mise en page.

Pour une aide détaillée, merci de consulter Aide:Wikification.
Si vous pensez que ces points ont été résolus, vous pouvez retirer ce bandeau et améliorer la mise en forme d'un autre article.
 (janvier 2024).
 (janvier 2024).
Si vous disposez d'ouvrages ou d'articles de référence ou si vous connaissez des sites web de qualité traitant du thème abordé ici, merci de compléter l'article en donnant les références utiles à sa vérifiabilité et en les liant à la section « Notes et références ».
Franck Cinot, né à Saint-Martin-les-Voulangis le 24 juin 1851 et mort à Crécy-en-Brie le 18 février 1890, est un peintre français.

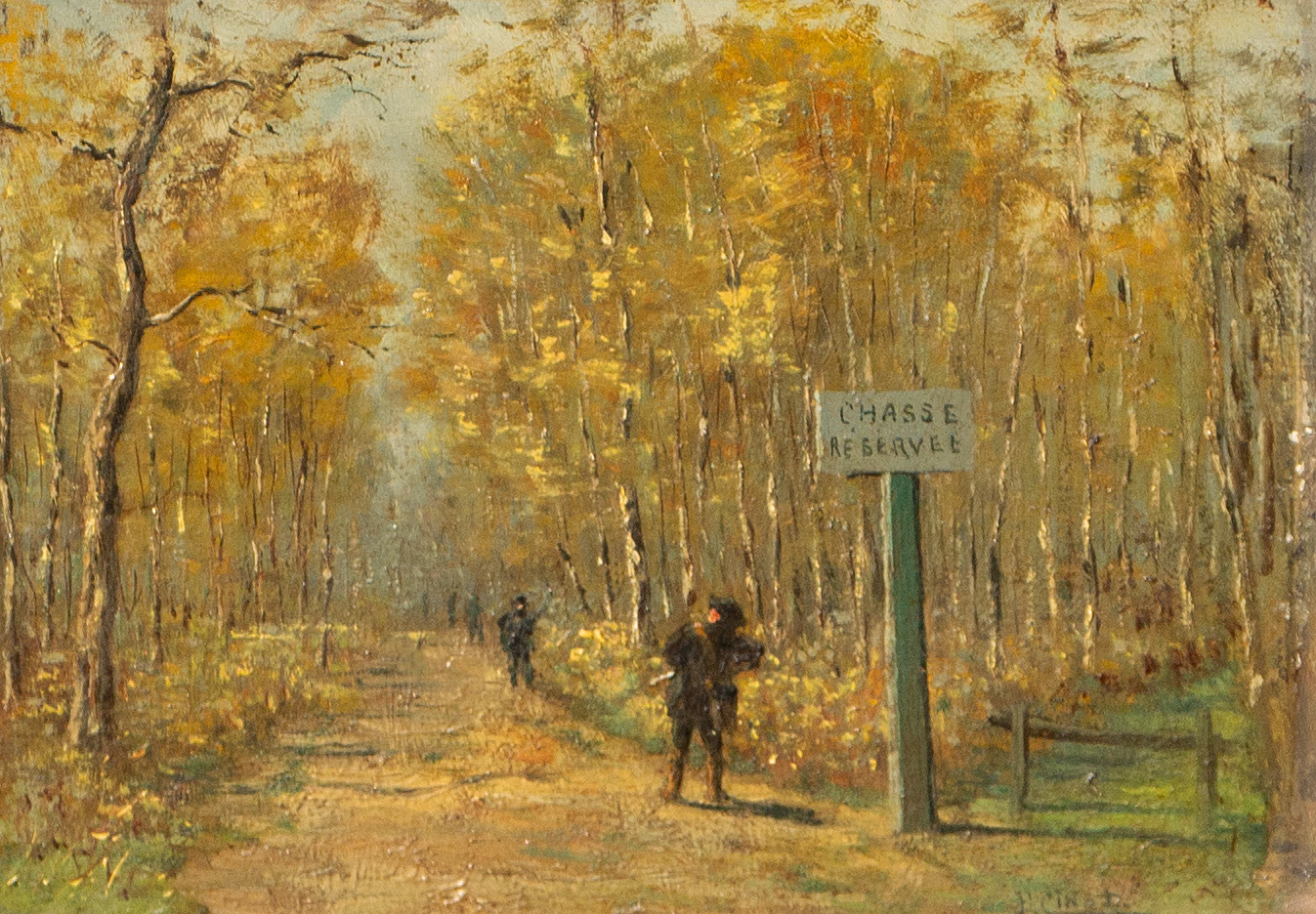
Franck Cinot, Chasse réservée.

Paysagiste, il fut un des peintres majeurs de la vallée du Morin. Il a appris à peindre auprès d’Alexandre René Véron, Alexandre Bouché du groupe de Luzancy et Amédée Servin « le maître de la Vallée du Morin. »

## Biographie

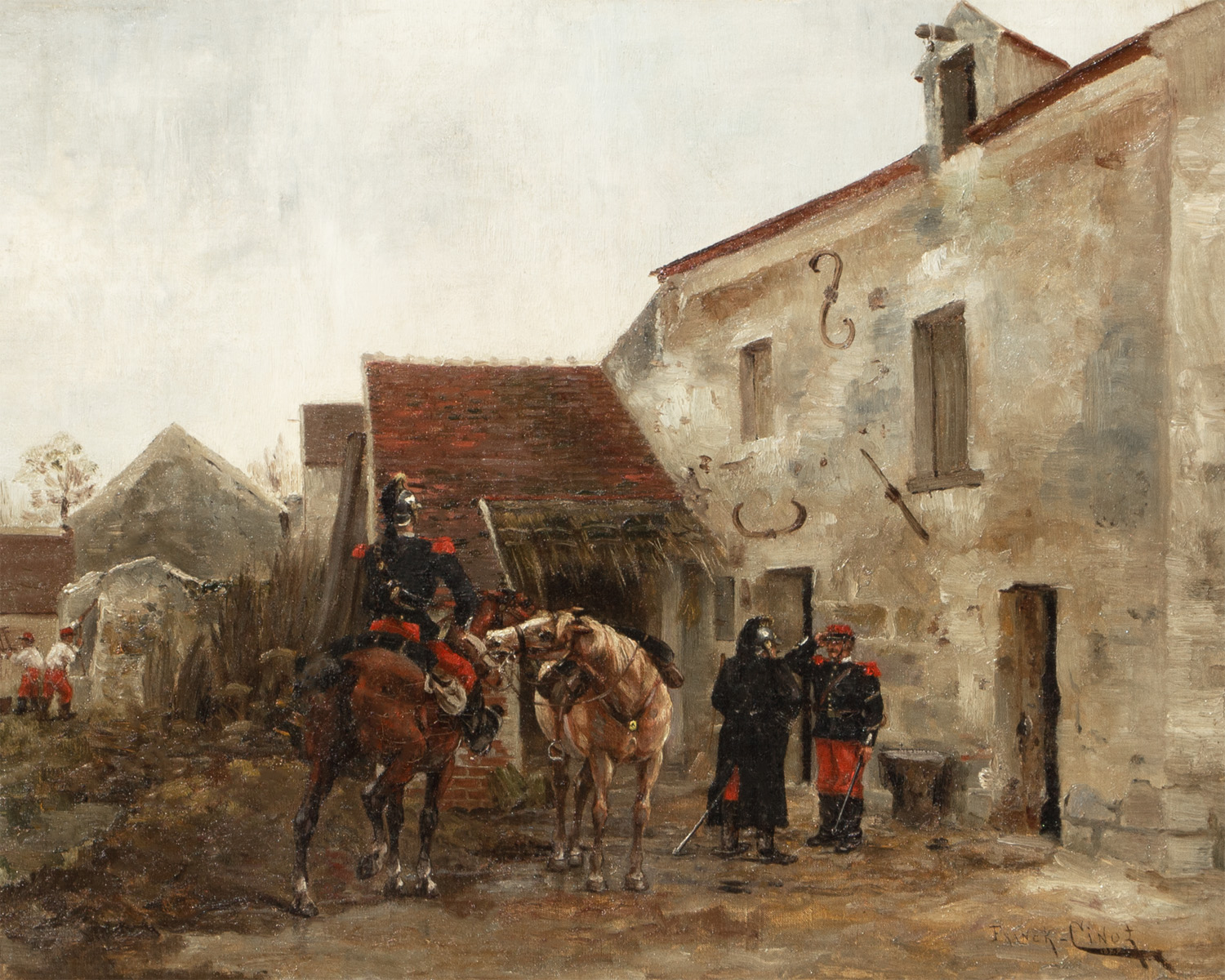
Franck Cinot, Les Cuirassiers.

Franck Cinot est issu d'une famille de notables briards. Son grand-père était adjoint au maire de Crécy (1940-1844), puis maire (1845-1949). Son père, Amynthe Cinot (1822-1898) était sculpteur et dessinateur. Il avait exposé en 1863. Il était aussi membre de la Société d'archéologie de Seine-et-Marne, collectionneur et numismate réputé. Les deux grands-pères de Franck Cinot, Charles François Cinot, propriétaire, et François Sylvain Simon, propriétaire, sont tous 2 chevaliers de la Légion d'honneur. Un Cinot est également propriétaire de la ferme de Montgeoffroy à Maisoncelles-en-Brie en 1829. Frank Cinot débute au salon de 1874 avec la toile nommée Péché d'envie. Il exposera jusqu'en 1889 des paysages, des toiles de genre, ainsi que des sujets militaires et équestres favorablement appréciées par les critiques.   

Il meurt à Crécy-en-Brie dans sa trente-neuvième année, en pleine maturité de son talent. Il laisse derrière lui sa veuve Mme Franck-Cinot, née à Barbot d'Haute-Claire, et sa fille Jeanne. 

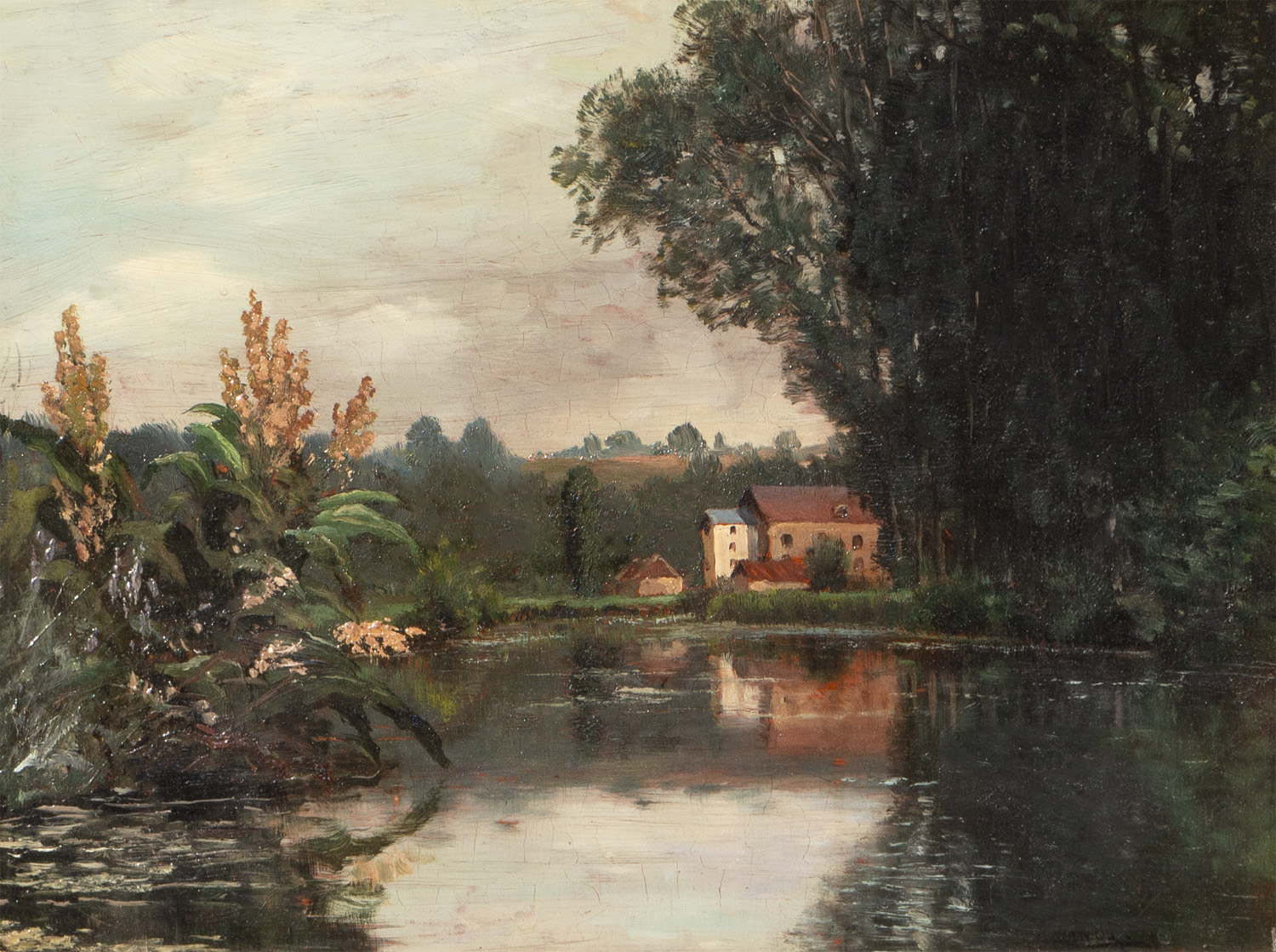
Franck Cinot, Moulin de Crecy, circa 1870.

Quoique décédé à un jeune âge, il avait déjà acquis une certaine notoriété ainsi qu’une reconnaissance par ses pairs de son vivant de sorte que « la chronique des arts et de la curiosité » et l'Almanach de Seine-et-Marne, non seulement la presse régionale, mais aussi nationale et artistique publièrent sa nécrologie. On trouve également une notice à son propos dans la « notice historique sur Voulangis » de Th. Lhuillier, Meaux 1893.
Il fait partie du cercle des peintres de la Vallée du Morin dont Amédée Servin fut l'initiateur. Ces peintres fréquentaient principalement Voulangis, La-Chapelle-sur-Crecy, Crecy-en-Brie et Villiers-sur-Morin ainsi que les petits hameaux alentour.

## Les débuts de la vallée des peintres
Au milieu du XIXe siècle, rejetant les scènes héroïques et futiles du rococo, la peinture réaliste se veut calme, éloquente mais aussi exemplaire. L'art moral et didactique utilise des scènes antiques, le décor n'est qu'accessoire. C'est l'apogée de Jacques-Louis David et de son école. Traditionnellement, pour entrer à l'Académie des Beaux-Arts, un jeune artiste doit commencer un apprentissage dans l'atelier d'un peintre de renom.

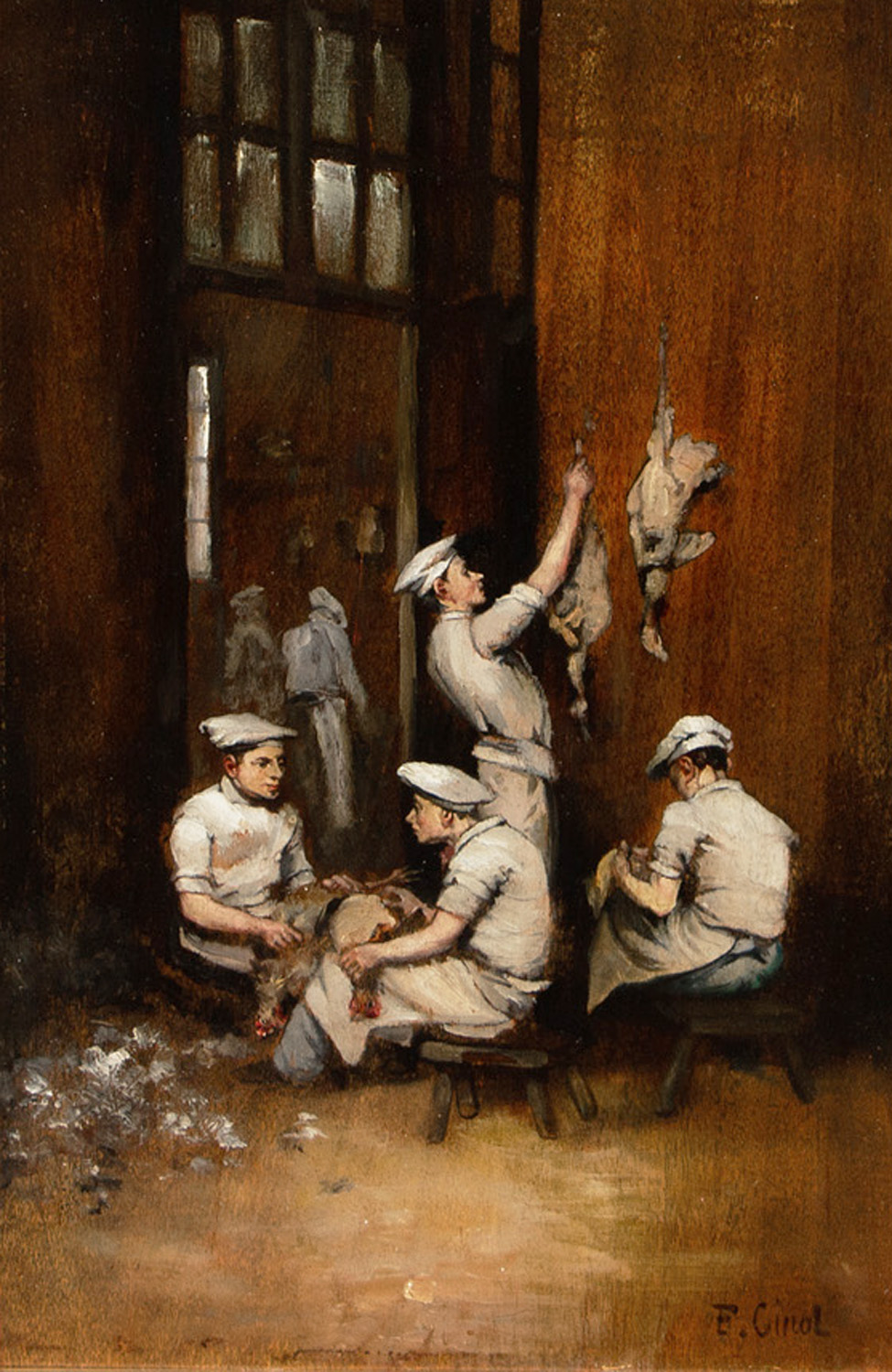
Franck Cinot, Les Marmitons, circa 1880.

C'est avec Martin Drolling et François Nicot qu'Amédée Servin apprit la minutie de son art. Grâce à son enthousiasme contagieux, il se lia d'amitié avec de nombreux étudiants en arts qui le rejoignirent plus tard à Villiers-sur-Morin où il s'installa. À cette époque, de nombreux jeunes artistes se rebellent contre les enseignements académiques. Ils s'affranchissent des contraintes du travail en atelier, installent des chevalets en plein air et profitent des évolutions technologiques comme le tube de peinture qui vient d'être inventé. Ils ont peint le paysage qu'ils habitaient en utilisant les couleurs et les nuances qui leur étaient contemporaines.
La liberté émotionnelle leur vient de l’observation de la nature. Comme beaucoup d'autres, Amédée Servin fréquente Barbizon jusqu'en 1855. Lors de ces séjours, il a rencontré le propriétaire des lieux : Théodore Rousseau mais aussi Jean-François Millet, Narcisse Diaz, mais aussi Paul Huet, Eugêne Decan, Jules Thépaut ces artistes ont ensuite fréquenté la Vallée du grand Morin en même temps que Franck Cinot. Après de nombreux séjours dans différentes régions de France dont la Bretagne, l'Auvergne, la Normandie, Amédée Servin revient à Paris et se marie en 1857.
Ses deux élèves principaux furent Franck Cinot et Francisque Chatelain qui fit venir son ami Camille Corot à Crécy. La peinture de Franck Cinot s'inscrit dans la continuité de ces grands maîtres tout en développant un style qui lui est propre.

## Le cercle de Villiers
Le dix-neuvième siècle est caractérisé dans l'histoire de la peinture par la multiplication des foyers d'arts locaux. Il y en a eu un peu partout en France, trois seulement sont bien connus du public. Barbizon, bien sûr, ou Claude Marumo, l'un des meilleurs spécialistes du dix-neuvième siècle recense, environ 600 peintres. Honfleur, parce qu'il fut le berceau de l'impressionnisme et Pont-Aven parce que dans ces trois « écoles », il s'est toujours produit quelque chose de marquant à une date donnée. Par exemple, la présence de Gauguin et de ses amis à partir de 1886 qui y firent le point de départ d'une révolution picturale alors que le foyer de Pont-Aven existait bien avant, fréquenté par nombre de peintres français et étrangers autour de l'auberge de Marie-Jeanne Gloanec. 

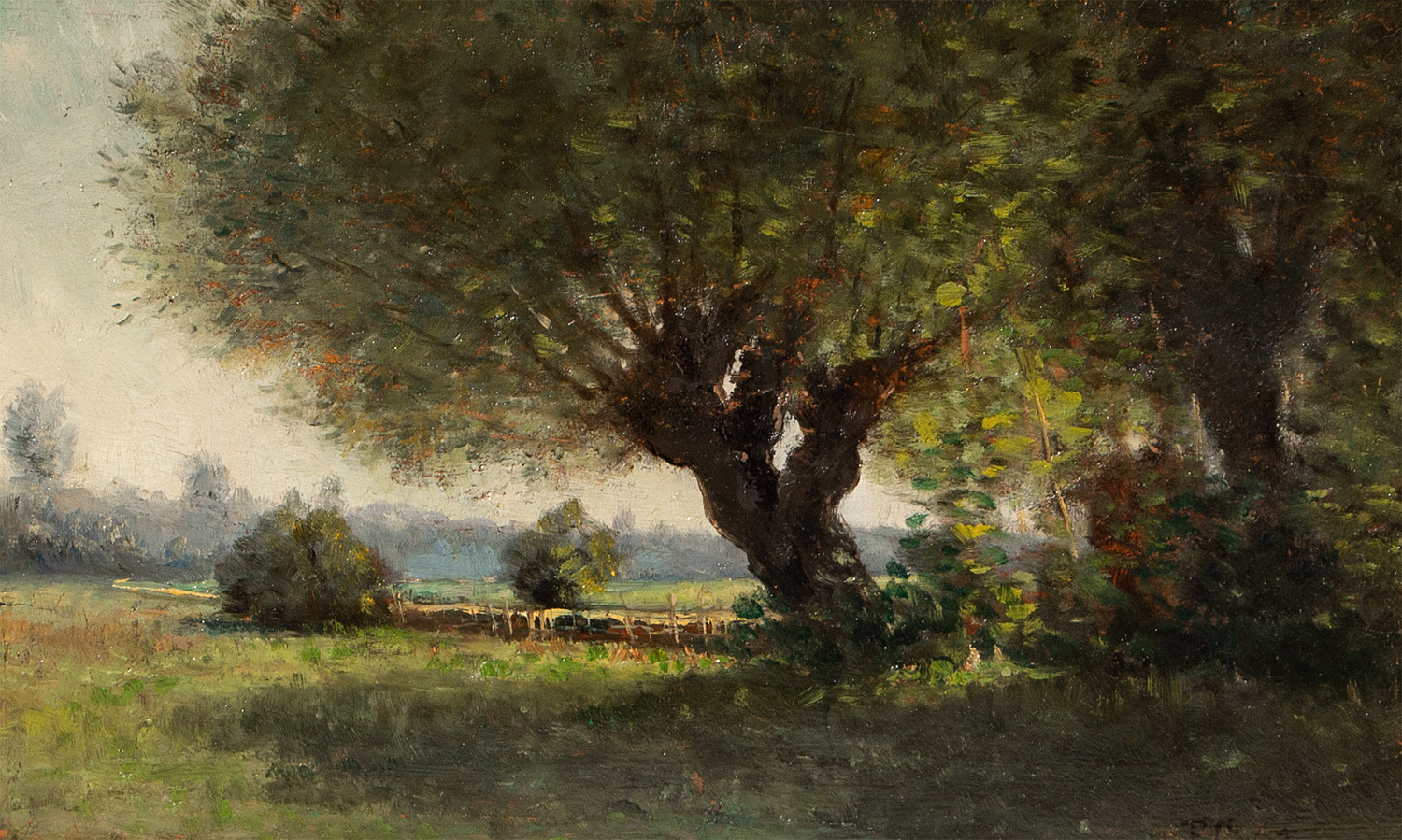
Franck Cinot, Les Saules.

Pour le « cercle de Villiers », ce fut autour de l'auberge « le Souterrain » et de son tenancier, M. Douet, que s'organisèrent les artistes. Beaucoup de ces foyers de peintres s'organisaient autour des auberges (et surtout des aubergistes généreux) où les peintres trouvaient le gîte et le couvert. 

En 1857, Amédée Servin fut le premier à partir à la découverte des paysages briards sur les conseils de son ami Alexis Ledieu (qui habitait Quincy-Voisins). Il ne devait y rester que quelques jours mais, charmé par les paysages, décida de s'y installer. Il logeait à ce moment à l'auberge de Villiers (dite « le Souterrain ») car les auberges étaient bien moins chères que les hôtels pour les peintres désargentés.
Plus près de nous, à une demi lieue de Crécy, se trouve une modeste auberge - les hôtels coutent tant ! - à l’enseigne du Pont de Villiers, qui devient le rendez-vous de jeunes peintres dont le talent et la réputation attendent l’occasion de se produire au grand jour pour être populaires. (...) Viennent de nouveaux hôtes au Pont de Villiers, qui y laissent des traces de leur passage, et un jour cette modeste auberge, tout en offrant plus d'économie, n'aura plus guère à envier à Barbizon, que son voisinage de la forêt. (...) Une jeune et nombreuse société d'artistes, lesquels depuis 1858 ont su se faire une place au grand jour et dont les noms - déjà connus pour la plupart - sont, n'en doutons pas, destinés à passer à la postérité.
L'accueil de l'aubergiste Aimé Douet, la communication franche et agréable avec les villageois, qui accueillait chaleureusement « les Parisiens, la beauté des paysages verdoyants et la lumière toujours changeante » firent des alentours de Villiers sur Morin l'endroit parfait pour pouvoir travailler « d'après nature ». À la suite de son installation, beaucoup d'amis de Servin suivirent ; parfois pour de brefs séjours mais aussi parfois pour s'y installer, agrandissant ainsi la population d'artistes locaux. Amédée Servin et son ami Jules Grenier, un jeune journaliste local purent ainsi créer une nouvelle scène artistique propice aux rencontres et aux fêtes.

## Un foyer artistique prolifique

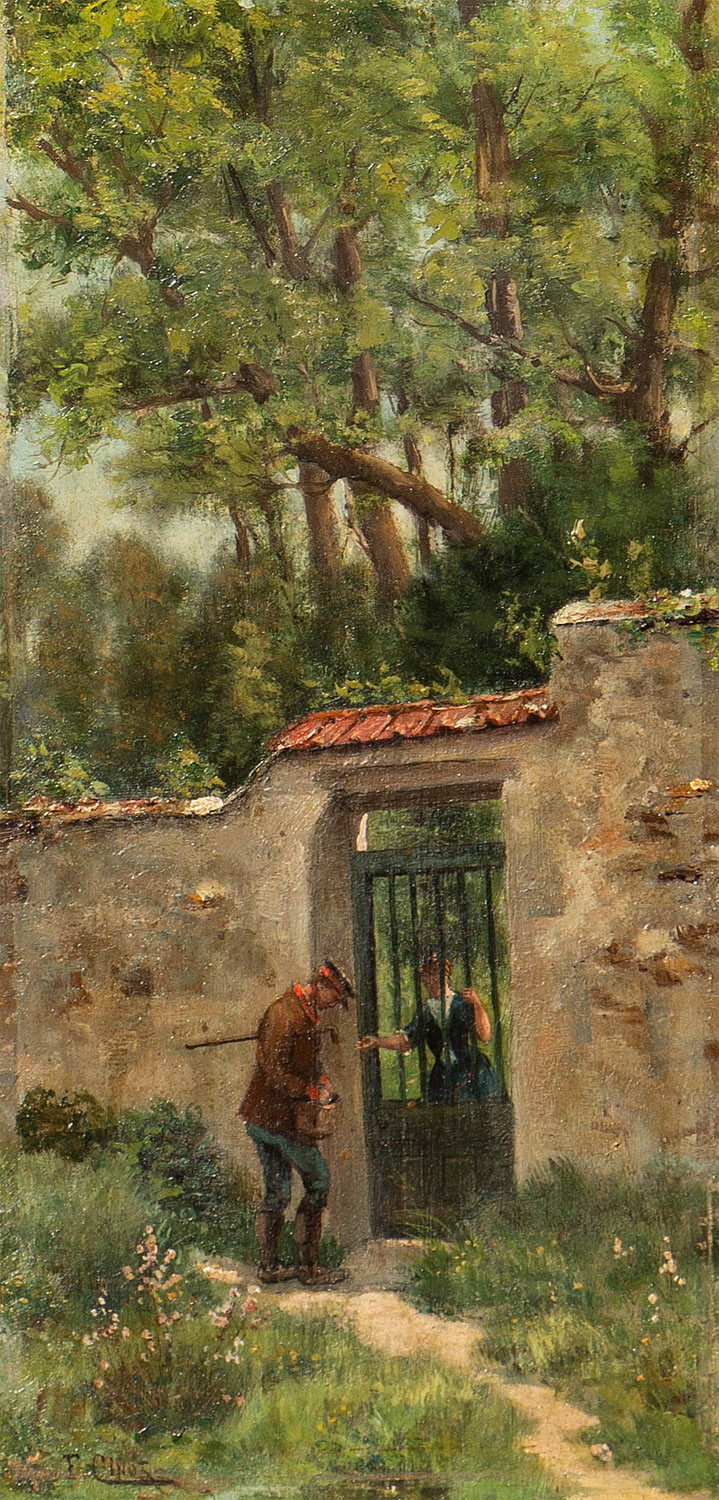
Franck Cinot, Le Garde champêtre.

Villiers-sur-Morin devient ainsi l'un des centres de développement d'une riche activité artistique, tout au long de la seconde moitié du XIXe siècle, jusqu'à la veille de la Première Guerre mondiale. Si l'on peut dire « École de Barbizon », « École de Honfleur » ou « École de Pont Aven », on ne peut pas effectivement utiliser le terme « École de Villiers-sur-Morin ». 
À raison, les artistes qui y séjournaient ne faisaient pas forcément partie du même courant artistique. Il serait plus correct de parler d'un cercle intellectuel et amical. Si les paysagistes étaient les artistes les plus représentés dans le cercle, d'autres qui fréquentaient le cercle de Villiers-sur-Morin ne venaient que poussés par leur proximité avec Amédée Servin et non pour peindre.
Paul Baudry, Jacques Henner, Eugène Decan et Henri Otolle-Delage s'installent à Saint-Germain-sur-Morin, Crécy-la-Chapelle et Villiers-Morin, où Amédée avait établi son cercle artistique. Il faut souligner que les illustres Vincent Van Gogh, Henri de Toulouse-Lautrec, Suzanne Valadon et Émile Bernard ont également été invités à séjourner dans la région par le peintre estimé Albert Grenier et son épouse, la célèbre mannequin Amélie Sans. C'est dans leur demeure de Villiers qu'ils organisaient des soirées parisiennes.
Deux générations de peintres ont fréquentées Villiers l'une après l'autre. La première génération de peintres était liée à un camarade de classe de Servin né vers 1830. Plus tard, il fut attiré par la réputation de ce lieu. La deuxième génération de peintres avait environ 20 ans de moins, nés vers 1850 (Guéry, Smitt, Prévot-Valéry…). Par contre, tous sont d'illustres paysagistes.

## Cinot, l'enfant du pays
Frank Cinot, élève de Veron et de Servin, était peut-être l'artiste le plus briard de tout le cercle. En effet, il est né à Saint-Martin-les-Voulangis (devenue Voulangis en 1887) juste à côté du pont Dam’gilles. Son père fréquentait déjà le cercle de Villiers et Amédée Servin. Il côtoya donc toutes les générations qui s'y succédèrent.

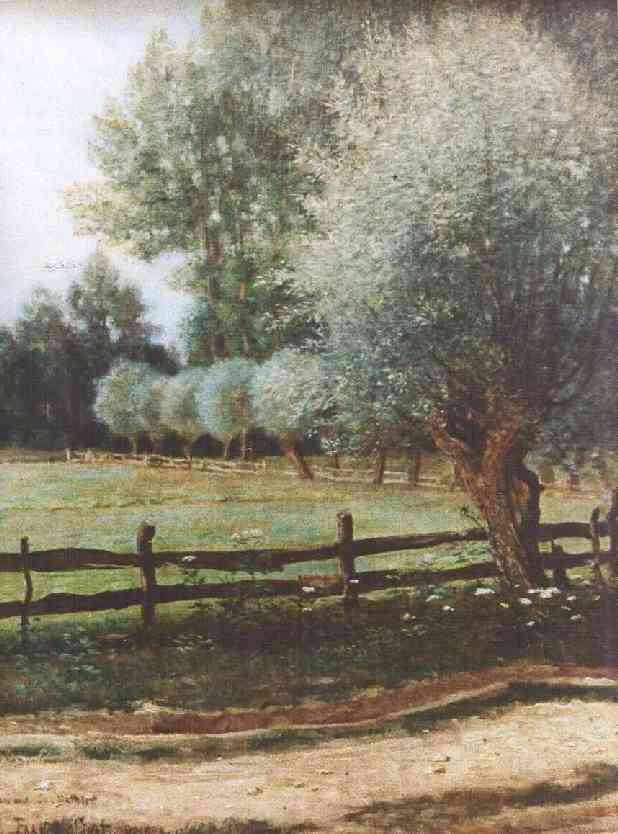
Voulangis, le chemin vert, F. Cinot, coll. Mairie de Crecy.

Franck Cinot est mort à Crécy et fut enterré dans le vieux cimetière de Crécy (pas très loin d'Alexandre Altmann), à quelques pas de l’endroit où il est né. C'était donc bien un peintre profondément créçois bien qu'il fit son apprentissage dans ce cercle très diversifié et hétéroclite.
Deux des œuvres de Frank Cinot intitulées La Grosse Roche de Serbonne et Le Chemin vert à Villiers, font partie de la collection des tableaux du musée de Crécy appartenant à la mairie de la même ville. Le livre référence de Pierre Satet sur les peintres de la vallée du Morin, est en effet illustré de photographies prises à la mairie par monsieur Mathias (ancien photographe lui aussi créçois). Bien qu'aujourd'hui ses œuvres soient dispersées dans diverses collections, jusqu'au États-Unis, il n'en reste pas moins le peintre chéri du pays.
Cinot est connu pour ses paysages champêtres et ses scènes de chasse à courre. Bien que Cinot ait été influencé par les peintres de l’école de Barbizon, il sût développer son propre style unique, qui se caractérise par des couleurs vives et une technique de peinture en plein air. Ses peintures sont souvent décrites comme lumineuses et joyeuses, avec une attention particulière portée aux détails de la nature dans la région pittoresque de la Brie. C'est la beauté de la rivière, les paysages vallonnés, idylliques des champs agricoles environnants et les charmants villages à l'architecture riche qui ont captivés son âme d'artiste.
Très vite, d’autres peintres estimés, tant académiques qu'issus de la prestigieuse école de Barbizon, lui emboîtèrent le pas.

### La Vallée du Morin[16], un lieu qui forge l'identité de Franck Cinot

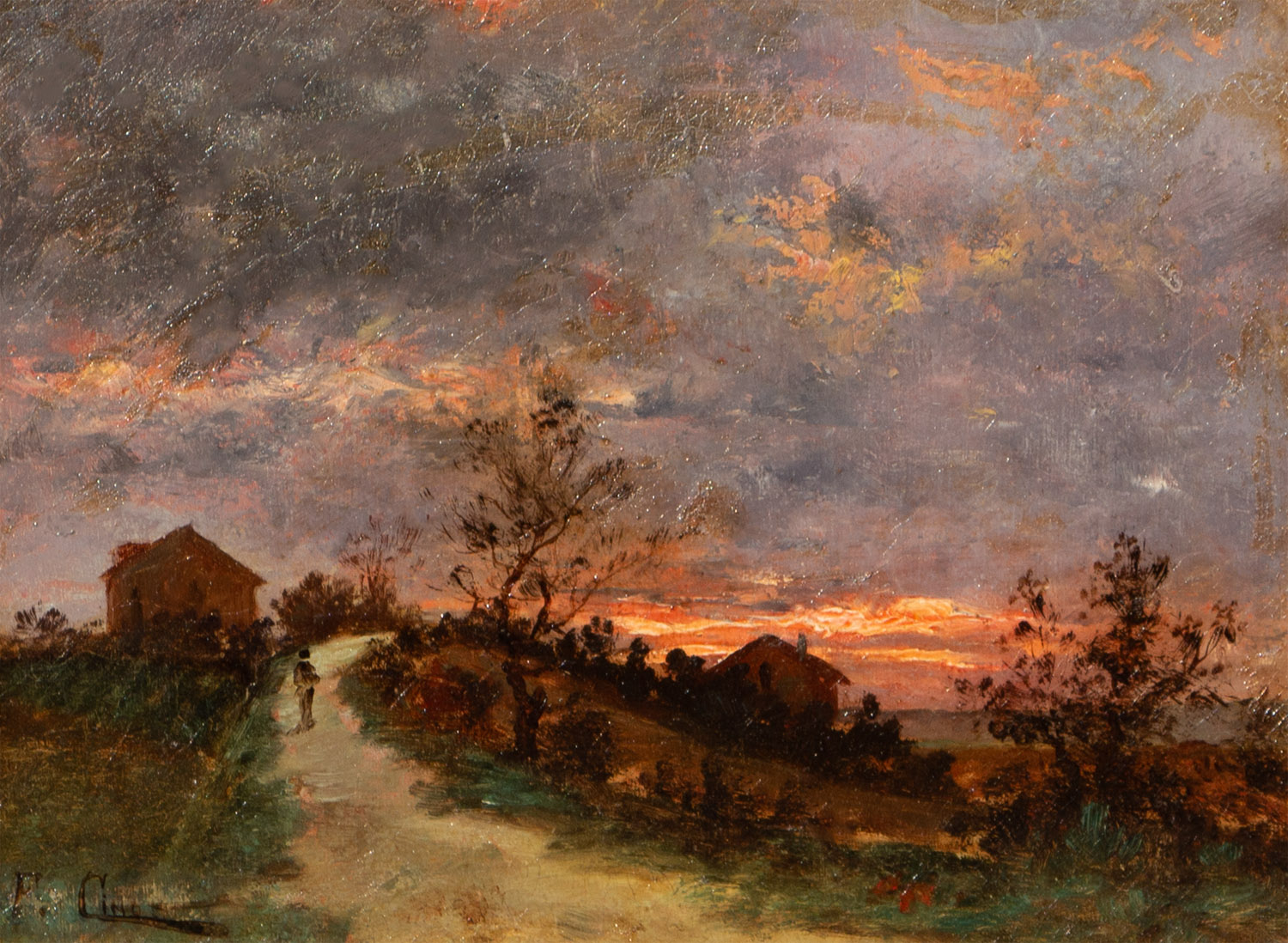
Franck Sinot, Coucher de soleil.

On peut voir dans l’œuvre du peintre, le débit serein d'une rivière, accompagné de la présence réconfortante de berges ombragées et de la vue de vastes champs de céréales et de chevaux ou de vaches aux pâturages. Il crée l'illusion d'être dans un monde éloigné de l'agitation de la ville de Paris. Seuls quelques pavillons modernes, stratégiquement positionnés aux abords des villages desservis par le train, rappellent en douceur la proximité de la capitale et la présence « des parisiens» dans ce décor rural. L'époque en effet est marquée par les débuts du tourisme qui se développe grâce aux progrès ferroviaires. Les villes facilement accessibles par le train deviennent des lieux de villégiature pour la journée ou la semaine. Loin des bruits de la ville, on s'y adonne aux parties de campagne qui seront illustrées par de nombreux peintres. La mode est aux canotiers et aux promenades à pieds ou en barque. La gare de Crécy est d'ailleurs depuis sa construction le point de départ de nombreuses randonnées richement documentées. Les centres historiques de ces villages sont restés pratiquement inchangés, préservant leur charme au fil du temps. Un effet particulièrement visible à Crécy-la-Chapelle et à Villiers sur Morin, où la majorité des peintres de renom ont vécu et ont créé leurs chefs-d'œuvre. Surnommée la "Venise Briarde", Crécy-la-Chapelle est traversée de cours d'eau bordés et de nombreux lavoirs. Ces cours d'eau sont constitués soit de bras de la rivière Grand Morin, soit d'anciennes tranchées autrefois creusées sous les murs de la ville et aujourd'hui remplies d'eau : les brassets. Il existe de nombreux vestiges des anciennes fortifications qui entouraient autrefois la ville, et qui sont toujours visibles.

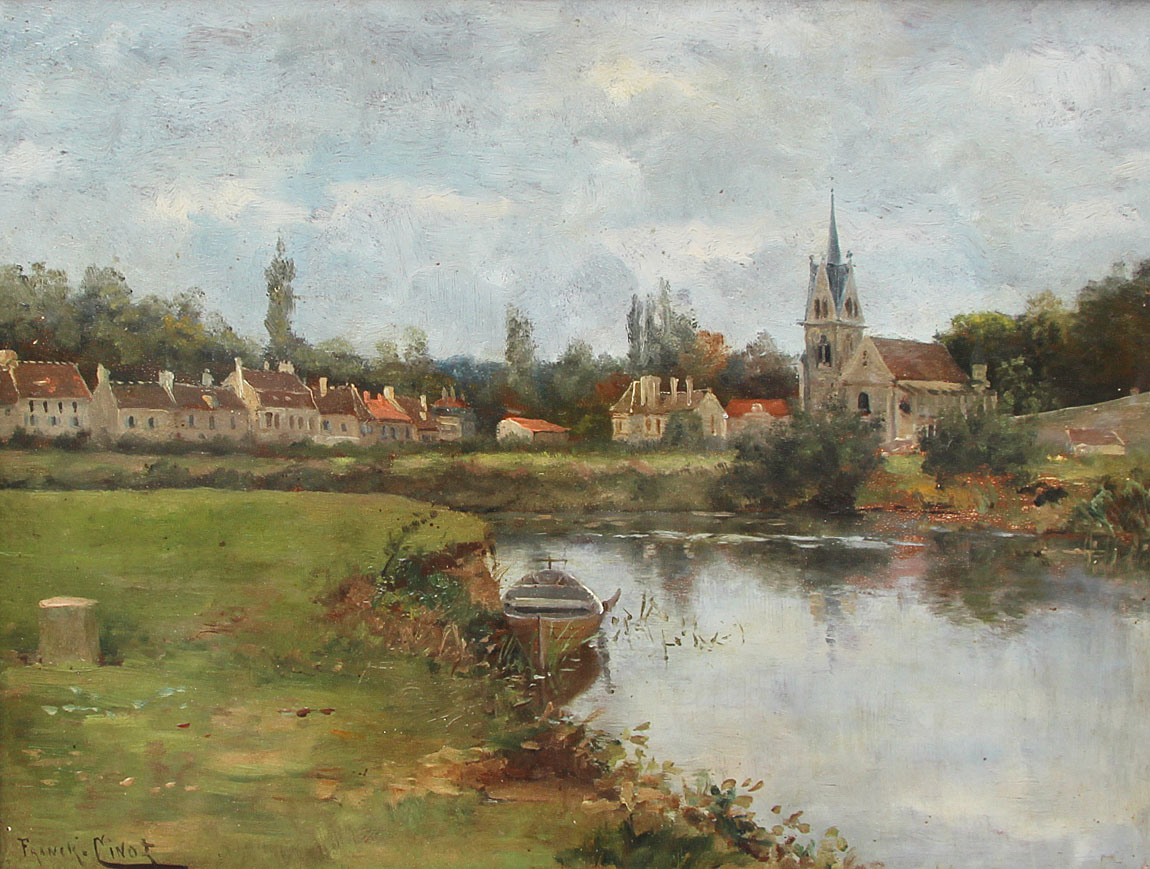
Franck Cinot, La Collégiale.

Sur l'ancienne route de Meaux, se trouvent des vestiges de murs, de tours et d'une porte qui existent depuis l'Antiquité. À la fin du XIXe siècle, un beffroi fut ajouté au sommet de ces structures. Pour inspirer les artistes, on y trouve des ponts qui sont disséminés dans toute la région, offrant des vues pittoresques sur les voies navigables, des moulins historiques, des tanneries, des bateaux lavoirs et ses monuments remarquables comme l'église Saint-Georges du XVIIIe siècle. La ville semble cernée de gracieux saules pleureurs vus des berges de la rivière. Les rues tranquilles sont ornées d'élégants hôtels particuliers, dont l'hôtel de ville, abrité au cœur de ce réseau. Aux portes du village, la collégiale Notre-Dame de l'Assomption, construite entre le XIIe et le XVe siècle, témoigne de la riche histoire de la région. Pour offrir une autre perspective de Crécy, beaucoup d'artistes ont représenté la vallée depuis le Morin : ses barques, ses lavoirs, ses lavandières ; une manière agréable et rafraîchissante de découvrir la région. Derrière les extérieurs modestes des nombreuses maisons se cachent de magnifiques jardins et terrasses qui s'étendent jusqu'aux rives des canaux.
« La création de l'embranchement ferroviaire Esbly- Crécy, en 1902, et surtout le développement de la circulation automobile ont été, au XXe siècle, des facteurs importants d'accroissement d'activité et de population. Souhaitons cependant que Crécy parvienne à conserver  son individualité en demeurant, en dehors de la banlieue, à une heure de Paris, la résidence appréciée où l'on retrouve chaque soir l'air doux, le silence, la détente et, aux jours de loisirs, les promenades et les divertissements »

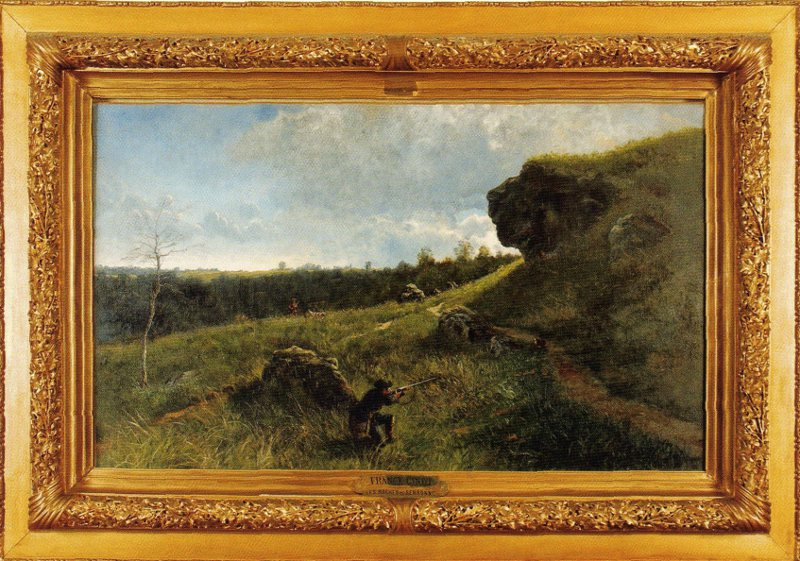
Franck Cinot, La Roche Serbonne, coll. Mairie de Crecy.

Villiers-sur-Morin offre une ambiance toute aussi délicieuse et tranquille, mais avec une esthétique complètement différente. Contrairement à son homologue entourée d'eau, ce village est non seulement situé le long du Grand Morin, où se trouvent d'élégantes villas, il possède également un centre historique niché dans le versant de la vallée.
Les rues du village peuvent être assez raides, ornées de maisons plus rustiques et moins raffinées. Étonnamment, il y a même des fermes et des prairies disséminées dans le centre-ville, contribuant ainsi à l'atmosphère générale de campagne. La présence d'un petit ruisseau qui serpente entre les maisons, descendant du flanc de la colline, renforce encore cette impression rurale. Les promenades en forêt permettent de découvrir des trésors du néolithique.

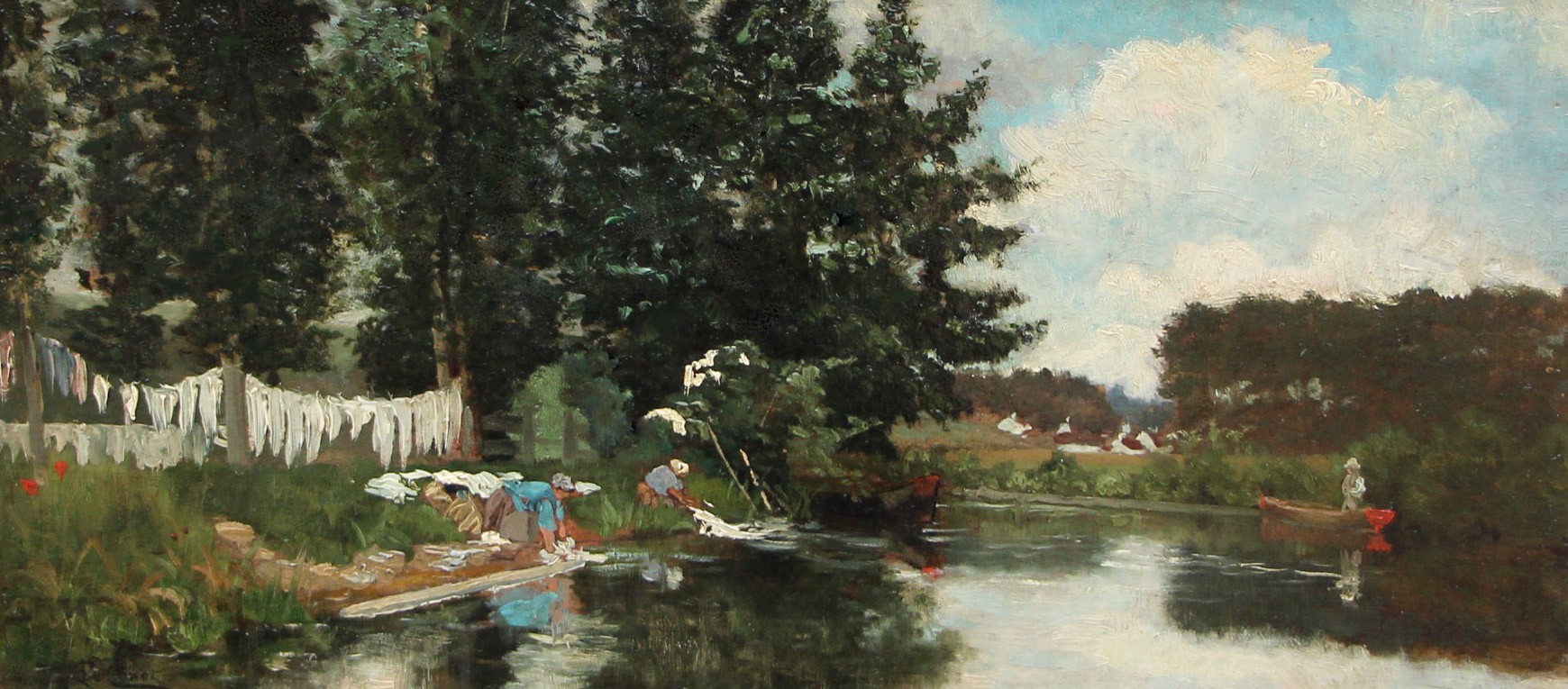
Franck Cinot, Les Lavandières.

Décédé trop tôt, il n'y a pas plus de 54 œuvres connues de Franck Cinot, répertoriées à ce jour dans des collections privées ou publiques en France comme à l'étranger. L'un des plus grands collectionneurs de Franck Cinot fut M. Jean-Claude Cinot, décédé en septembre 2023 à Pourrain (Yonne), et qui rassembla de nombreuses œuvres de l'artiste tout au long de sa vie.